# ألكسندر أيرلاند
ألكسندر أيرلاند (بالإنجليزية: Alexander Ireland)‏ كان ملاكم اسكتلندي صنّف ضمن فئة وزن الوسط. سبق أن شارك في الأولمبياد وحقق الميدالية الفضية في الألعاب الأولمبية الصيفية 1920.

## إحصائيات
خاض خلال مسيرته 29 نزالا، فاز في 17 وتعادل في 3 وخسر في 9.

## الميداليات
| الميدالية | المسابقة                       |
| --------- | ------------------------------ |
| فضية      | الألعاب الأولمبية الصيفية 1920 |

## روابط خارجية
- ألكسندر أيرلاند على موقع بوكس ريك (الإنجليزية) (registration required)
- ألكسندر أيرلاند على موقع اللجنة الأولمبية الدولية (الإنجليزية)
- ألكسندر أيرلاند على موقع أوليمبيديا (الإنجليزية)
- ألكسندر أيرلاند على موقع اللجنة الأولمبية البريطانية (الإنجليزية)